# Louise Bertin
Louise-Angélique Bertin (Les Roches, 15 gennaio 1805 – Parigi, 26 aprile 1877) è stata una compositrice e poetessa francese.

## Biografia
Louise Bertin nacque a Les Roches, figlia di Louis-François Bertin, l'editore del Journal des débats. Parzialmente paralitica sin da giovane, Louise Bertin studiò musica sotto la supervisione di François-Joseph Fétis che, nel 1825, diresse la sua prima opera, Guy Mannering, composta dalla Bertin all'età di soli diciannove anni. Nel 1827 la sua seconda opera, Le Loup-garou, fu portata in scena al Théâtre national de l'Opéra-Comique. Nello stesso anno cominciò anche a lavorare sull'opera semiseria Fausto, di cui scrisse anche il libretto in italiano. Il melodramma raggiunse le scene solo nel 1831, ma fu accolto freddamente dalla critica e rimase in cartellone per sole tre rappresentazioni.
Nel 1832 chiese all'amico di famiglia Victor Hugo di collaborare con lei alla stesura di un adattamento operistico di Notre-Dame de Paris: il frutto della loro collaborazione fu l'opera La Esmeralda, debuttata a Parigi nel 1836. L'opera fu un fiasco di critica e pubblico e sia i giornali che gli spettatori accusarono la Bertin di aver usato l'influenza della famiglia per portare un lavoro mediocre all'Opéra Le Peletier, oltre che a insinuare che Hector Berlioz fosse l'autore delle arie migliori della partitura. Durante la settima rappresentazione de La Esmeralda il pubblico insorse e costrinse gli impresari a calare il sipario e ciò portò alla cancellazione del lavoro dal cartellone. Dopo questo fiasco, Louise Bertin smise di comporre opere, dedicandosi invece alla musica sinfonica e da camera. Fu autrice infatti di dodici cantate, sei ballate per pianoforte, cinque sinfonie e alcuni quartetti d'archi.
Nel corso della sua vita, la Bertin pubblicò anche due raccolte di poesie, Les Glanes nel 1842 e Nouvelles Glanes nel 1876, l'ultimo dei quali premiato dalla Académie française.